# Eros Ramazzotti/Auszeichnungen für Musikverkäufe

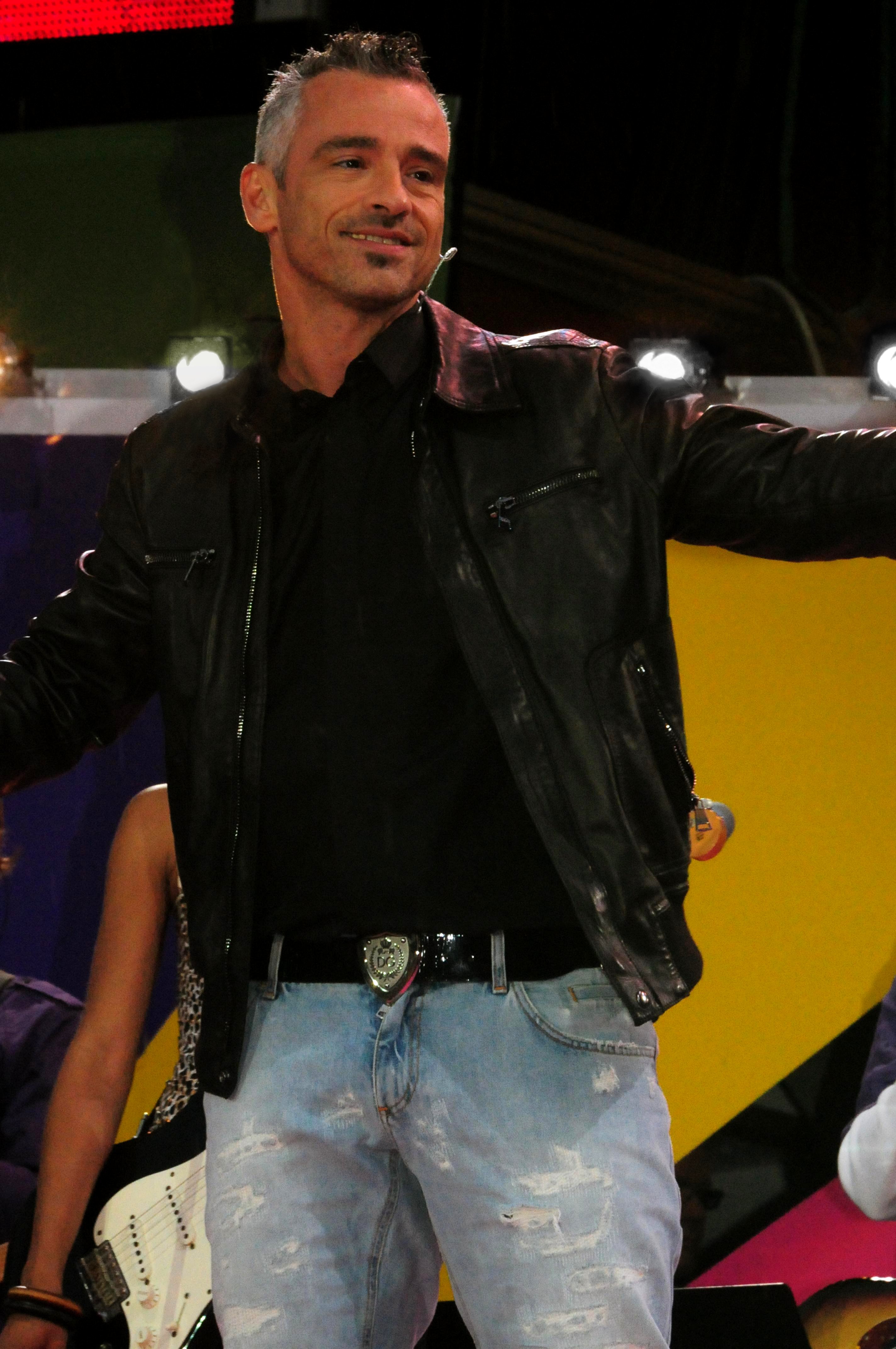
Eros Ramazzotti (2009)

Dies ist eine Übersicht über die Auszeichnungen für Musikverkäufe des italienischen Pop-Sängers Eros Ramazzotti. Die Auszeichnungen finden sich nach ihrer Art (Gold, Platin usw.), nach Staaten getrennt in chronologischer Reihenfolge, geordnet sowie nach den Tonträgern selbst, ebenfalls in chronologischer Reihenfolge, getrennt nach Medium (Alben, Singles usw.), wieder.

## Auszeichnungen
| - Frankreich - 1996: für die Single Più bella cosa - 1998: für die Single Cose della vita (Can’t Stop Thinking of You) - Kroatien - 2005: für das Album 9 - Portugal - 2004: für das Videoalbum Stilelibero - 2004: für das Videoalbum Roma live - Belgien - 1996: für das Album Dove c’è musica - 2003: für das Album 9 - 2005: für das Album Calma Apparente - 2006: für die Single I Belong to You (Il ritmo della passione) - 2009: für das Album Ali e radici - 2012: für das Album Noi - 2015: für das Album Perfetto - Brasilien - 1997: für das Album Dove c’è musica - 2004: für das Album Eros Live - 2004: für das Album Tutte Storie - 2021: für das Album Eros - Dänemark - 2003: für das Album 9 - 2008: für das Album e² - Deutschland - 1988: für das Album In certi momenti - 1989: für das Album Nuovi eroi - 2000: für das Album Eros Live - 2006: für die Single I Belong to You (Il ritmo della passione) - 2008: für das Album e² - 2010: für das Album Ali e radici - 2013: für das Album Noi - Finnland - 2001: für das Album Stilelibero - Frankreich - 1985: für die Single Una Storia Importante - 1990: für das Album In Ogni Senso - 1998: für das Album Eros Live - 2005: für das Album Calma Apparente - 2007: für das Album e² - Griechenland - 2003: für das Album 9 - 2006: für das Album Calma Apparente - 2008: für das Album e² - Italien - 1985: für das Album Cuori agitati / Almas rebeldes - 1986: für die Single Adesso tu - 2013: für die Single Fino all’estasi - 2018: für die Single Sei un pensiero speciale - 2021: für die Single Un’emozione per sempre - 2021: für die Single Per le strade una canzone - 2021: für die Single La mia felicità - 2023: für das Album Battito infinito - 2023: für die Single I Belong to You (Il ritmo della passione) - 2023: für die Single Una Storia Importante - 2023: für die Single Adesso tu - 2024: für die Single Terra promessa - 2025: für das Album Dove c’è musica - Kanada - 1998: für das Album Eros - Kroatien - 2005: für das Album Stilelibero - Mexiko - 2003: für das Album 9 - 2012: für das Album Best Love Songs - 2016: für die Single La cosa más bella - Niederlande - 2001: für das Album Stilelibero - 2003: für das Album 9 - 2006: für das Album Calma Apparente - Norwegen - 1998: für die Single Cose della vita (Can’t Stop Thinking of You) - 2003: für das Album 9 - Österreich - 1987: für das Album Cuori agitati / Almas rebeldes - 1990: für das Album In Ogni Senso - 2000: für das Album Eros Live - 2003: für das Album 9 - 2006: für die Single I Belong to You (Il ritmo della passione) - 2009: für das Album Ali e radici - 2013: für das Album Noi - 2015: für das Album Perfetto - Polen - 2001: für das Album Stilelibero - 2008: für das Album e² - 2012: für das Album Best Love Songs - Portugal - 2008: für das Album e² - Russland - 2003: für das Album 9 - 2005: für das Album Calma Apparente - 2007: für das Album e² - Schweden - 2000: für das Album Stilelibero - 2009: für das Album Ali e radici - Schweiz - 1985: für die Single Una Storia Importante - 1992: für das Album Eros in Concert - 1998: für das Album Musica è - 1998: für die Single Cose della vita - 2005: für das Album Eros Roma Live - 2006: für die Single I Belong to You (Il ritmo della passione) - 2012: für das Album Noi - 2015: für das Album Perfetto - Spanien - 1987: für das Album Héroes de hoy - 1992: für das Album Eros in Concert - 2003: für das Album 9 - 2006: für das Album Calma aparente - 2010: für das Album Alas y raíces - 2013: für das Album Somos - Ungarn - 2001: für das Album Stilelibero - 2001: für das Album 9 - 2005: für das Album Calma Apparente - 2013: für das Album Noi | - Frankreich - 1998: für das Album Tutte Storie - 2003: für das Album 9 - Argentinien - 1997: für das Album Eros - 2005: für das Videoalbum Roma live - Belgien - 1999: für das Album Eros Live - 2000: für das Album Stilelibero - 2007: für das Album e² - Deutschland - 1989: für das Album Musica è - 1990: für das Album In Ogni Senso - 1994: für das Album Tutte Storie - 2003: für das Album 9 - 2006: für das Album Calma Apparente - Europa - 2002: für das Album Eros Live - 2005: für das Album Calma Apparente - 2007: für das Album e² - Finnland - 1998: für das Album Eros - 2002: für das Album Dove c’è musica - Frankreich - 1998: für das Album Dove c’è musica - 2002: für das Album Stilelibero - 2004: für das Videoalbum Roma live - Griechenland - 2001: für das Album Stilelibero - 2007: für das Album Eros - Italien - 2011: für das Album 21.00 Eros Live World Tour 2009/2010 - 2012: für die Single Inevitabile - 2012: für die Single Un angelo disteso al sole - 2014: für das Album Best Love Songs - 2014: für das Album e² - 2015: für das Album Perfetto - 2018: für das Album Vita ce n’è - 2022: für das Album Eros 30 - 2022: für das Album Eros - Mexiko - 2001: für das Album Estilo libre - Niederlande - 1989: für das Album Musica è - 1990: für das Album In Ogni Senso - 1993: für das Album Tutte Storie - 1996: für das Album Dove c’è musica - Österreich - 1994: für das Album Tutte Storie - 2000: für das Album Stilelibero - 2006: für das Album Calma Apparente - 2007: für das Album e² - Schweden - 1993: für das Album Tutte Storie - 1996: für das Album Dove c’è musica - Schweiz - 1987: für das Album Cuori agitati / Almas rebeldes - 1998: für das Album In certi momenti - 1998: für das Album Eros Live - 2009: für das Album Ali e radici - Spanien - 2007: für das Album e² - 2024: für die Single La cosa más bella - Ungarn - 2009: für das Album Ali e radici - Vereinigte Staaten - 2001: für das Album Estilo libro (Latin) - Deutschland - 1996: für das Album Dove c’è musica | - Belgien - 1998: für das Album Eros - Deutschland - 2001: für das Album Stilelibero - Europa - 1994: für das Album Tutte Storie - 2000: für das Album Stilelibero - Frankreich - 1999: für das Album Eros - Italien - 1986: für das Album Nuovi eroi - 2024: für die Single Più bella cosa - Niederlande - 1998: für das Album Eros - Norwegen - 1998: für das Album Eros - Österreich - 1987: für das Album Nuovi eroi - 1998: für das Album Eros - Schweden - 2008: für das Album e² - 2008: für das Album Eros - Schweiz - 1998: für das Album Nuovi eroi - 2005: für das Album Calma Apparente - 2007: für das Album e² - Spanien - 1988: für das Album En ciertos momentos - 1991: für das Album In Ogni Senso - 1992: für das Album Todo historias - 1997: für das Album Eros - Ungarn - 2008: für das Album e² - Vereinigte Staaten - 2001: für das Album Todo historias (Latin) - 2001: für das Album Eros (Latin) - 2021: für das Album Donde hay música (Latin) - Deutschland - 1999: für das Album Eros - Österreich - 1997: für das Album Dove c’è musica - Schweiz - 1997: für das Album In Ogni Senso - 2003: für das Album 9 - Spanien - 1989: für das Album Música es - 1997: für das Album Donde hay música - Europa - 1997: für das Album Dove c’è musica - Schweiz - 1997: für das Album Tutte Storie - 1998: für das Album Eros - 1998: für das Album Dove c’è musica - 2001: für das Album Stilelibero - Spanien - 2008: für die Single Non siamo soli / No estamos solos - Argentinien - 1994: für das Album Todo historias - Europa - 2005: für das Album Eros - Italien - 2013: für das Album Ali e radici - 2015: für das Album Noi - Dänemark - 2017: für das Album Eros - Spanien - 2008: für den Ringtone No estamos solos - Spanien - 2000: für das Album Estilo libre - Italien - 2006: für das Album Calma Apparente |

## Auszeichnungen nach Alben

### Cuori agitati/ Almas rebeldes
| Land/Region       | Auszeichnungen für Musikverkäufe (Land/Region, Auszeichnung, Verkäufe) | Verkäufe |
| ----------------- | ---------------------------------------------------------------------- | -------- |
| Italien (FIMI)    | Gold                                                                   | 250.000  |
| Österreich (IFPI) | Gold                                                                   | 25.000   |
| Schweiz (IFPI)    | Platin                                                                 | 50.000   |
| Insgesamt         | 2× Gold · 1× Platin ·                                                  | 325.000  |

### Nuovi eroi/ Héroes de hoy
| Land/Region          | Auszeichnungen für Musikverkäufe (Land/Region, Auszeichnung, Verkäufe) | Verkäufe  |
| -------------------- | ---------------------------------------------------------------------- | --------- |
| Deutschland (BVMI)   | Gold                                                                   | 250.000   |
| Italien (FIMI)       | 2× Platin                                                              | 1.000.000 |
| Österreich (IFPI)    | 2× Platin                                                              | 100.000   |
| Schweiz (IFPI)       | 2× Platin                                                              | 100.000   |
| Spanien (Promusicae) | Gold                                                                   | 50.000    |
| Insgesamt            | 2× Gold · 6× Platin ·                                                  | 1.500.000 |

### In certi momenti/ En ciertos momentos
| Land/Region          | Auszeichnungen für Musikverkäufe (Land/Region, Auszeichnung, Verkäufe) | Verkäufe |
| -------------------- | ---------------------------------------------------------------------- | -------- |
| Deutschland (BVMI)   | Gold                                                                   | 250.000  |
| Schweiz (IFPI)       | Platin                                                                 | 50.000   |
| Spanien (Promusicae) | 2× Platin                                                              | 200.000  |
| Insgesamt            | 1× Gold · 3× Platin ·                                                  | 500.000  |

### Musica è/ Música es
| Land/Region          | Auszeichnungen für Musikverkäufe (Land/Region, Auszeichnung, Verkäufe) | Verkäufe |
| -------------------- | ---------------------------------------------------------------------- | -------- |
| Deutschland (BVMI)   | Platin                                                                 | 500.000  |
| Niederlande (NVPI)   | Platin                                                                 | 100.000  |
| Schweiz (IFPI)       | Gold                                                                   | 25.000   |
| Spanien (Promusicae) | 3× Platin                                                              | 300.000  |
| Insgesamt            | 1× Gold · 5× Platin ·                                                  | 975.000  |

### In ogni senso/ En todos los sentidos
| Land/Region          | Auszeichnungen für Musikverkäufe (Land/Region, Auszeichnung, Verkäufe) | Verkäufe  |
| -------------------- | ---------------------------------------------------------------------- | --------- |
| Deutschland (BVMI)   | Platin                                                                 | 500.000   |
| Frankreich (SNEP)    | Gold                                                                   | 100.000   |
| Niederlande (NVPI)   | Platin                                                                 | 100.000   |
| Österreich (IFPI)    | Gold                                                                   | 25.000    |
| Schweiz (IFPI)       | 3× Platin                                                              | 150.000   |
| Spanien (Promusicae) | 2× Platin                                                              | 200.000   |
| Insgesamt            | 2× Gold · 7× Platin ·                                                  | 1.075.000 |

### Eros in Concert
| Land/Region          | Auszeichnungen für Musikverkäufe (Land/Region, Auszeichnung, Verkäufe) | Verkäufe |
| -------------------- | ---------------------------------------------------------------------- | -------- |
| Schweiz (IFPI)       | Gold                                                                   | 25.000   |
| Spanien (Promusicae) | Gold                                                                   | 50.000   |
| Insgesamt            | 2× Gold ·                                                              | 75.000   |

### Tutte storie/ Todo historias
| Land/Region               | Auszeichnungen für Musikverkäufe (Land/Region, Auszeichnung, Verkäufe) | Verkäufe  |
| ------------------------- | ---------------------------------------------------------------------- | --------- |
| Argentinien (CAPIF)       | 5× Platin                                                              | 300.000   |
| Brasilien (PMB)           | Gold                                                                   | 100.000   |
| Deutschland (BVMI)        | Platin                                                                 | (500.000) |
| Europa (IFPI)             | 2× Platin                                                              | 2.000.000 |
| Frankreich (SNEP)         | 2× Gold                                                                | (200.000) |
| Niederlande (NVPI)        | Platin                                                                 | (100.000) |
| Österreich (IFPI)         | Platin                                                                 | (50.000)  |
| Schweden (IFPI)           | Platin                                                                 | (100.000) |
| Schweiz (IFPI)            | 4× Platin                                                              | (200.000) |
| Spanien (Promusicae)      | 2× Platin                                                              | (200.000) |
| Vereinigte Staaten (RIAA) | 2× Platin                                                              | 120.000   |
| Insgesamt                 | 3× Gold · 19× Platin ·                                                 | 2.520.000 |

### Dove c’è musica/ Donde hay música
| Land/Region               | Auszeichnungen für Musikverkäufe (Land/Region, Auszeichnung, Verkäufe) | Verkäufe  |
| ------------------------- | ---------------------------------------------------------------------- | --------- |
| Belgien (BRMA)            | Gold                                                                   | (25.000)  |
| Brasilien (PMB)           | Gold                                                                   | 100.000   |
| Deutschland (BVMI)        | 3× Gold                                                                | (750.000) |
| Europa (IFPI)             | 4× Platin                                                              | 4.000.000 |
| Finnland (IFPI)           | Platin                                                                 | (41.025)  |
| Frankreich (SNEP)         | Platin                                                                 | (300.000) |
| Italien (FIMI)            | Gold                                                                   | (25.000)  |
| Niederlande (NVPI)        | Platin                                                                 | (100.000) |
| Österreich (IFPI)         | 3× Platin                                                              | (150.000) |
| Schweden (IFPI)           | Platin                                                                 | (80.000)  |
| Schweiz (IFPI)            | 4× Platin                                                              | (200.000) |
| Spanien (Promusicae)      | 3× Platin                                                              | (300.000) |
| Vereinigte Staaten (RIAA) | 2× Platin                                                              | 120.000   |
| Insgesamt                 | 4× Gold · 21× Platin ·                                                 | 4.345.000 |

### Eros
| Land/Region               | Auszeichnungen für Musikverkäufe (Land/Region, Auszeichnung, Verkäufe) | Verkäufe    |
| ------------------------- | ---------------------------------------------------------------------- | ----------- |
| Argentinien (CAPIF)       | Platin                                                                 | 60.000      |
| Belgien (BRMA)            | 2× Platin                                                              | (100.000)   |
| Brasilien (PMB)           | Gold                                                                   | 100.000     |
| Dänemark (IFPI)           | 6× Platin                                                              | (120.000)   |
| Deutschland (BVMI)        | 3× Platin                                                              | (1.500.000) |
| Europa (IFPI)             | 5× Platin                                                              | 5.000.000   |
| Finnland (IFPI)           | Platin                                                                 | (54.381)    |
| Frankreich (SNEP)         | 2× Platin                                                              | (600.000)   |
| Griechenland (IFPI)       | Platin                                                                 | (20.000)    |
| Italien (FIMI)            | Platin                                                                 | (50.000)    |
| Kanada (MC)               | Gold                                                                   | 50.000      |
| Niederlande (NVPI)        | 2× Platin                                                              | (200.000)   |
| Norwegen (IFPI)           | 2× Platin                                                              | (100.000)   |
| Österreich (IFPI)         | 2× Platin                                                              | (100.000)   |
| Schweden (IFPI)           | 2× Platin                                                              | (160.000)   |
| Schweiz (IFPI)            | 4× Platin                                                              | (200.000)   |
| Spanien (Promusicae)      | 2× Platin                                                              | (200.000)   |
| Vereinigte Staaten (RIAA) | 2× Platin                                                              | 120.000     |
| Insgesamt                 | 2× Gold · 38× Platin ·                                                 | 5.330.000   |

### Eros Live
| Land/Region        | Auszeichnungen für Musikverkäufe (Land/Region, Auszeichnung, Verkäufe) | Verkäufe  |
| ------------------ | ---------------------------------------------------------------------- | --------- |
| Belgien (BRMA)     | Platin                                                                 | (50.000)  |
| Brasilien (PMB)    | Gold                                                                   | 100.000   |
| Deutschland (BVMI) | Gold                                                                   | (250.000) |
| Europa (IFPI)      | Platin                                                                 | 1.000.000 |
| Frankreich (SNEP)  | Gold                                                                   | (100.000) |
| Österreich (IFPI)  | Gold                                                                   | (25.000)  |
| Schweiz (IFPI)     | Platin                                                                 | (50.000)  |
| Insgesamt          | 4× Gold · 3× Platin ·                                                  | 1.100.000 |

### Stilelibero/ Estilo libre
| Land/Region               | Auszeichnungen für Musikverkäufe (Land/Region, Auszeichnung, Verkäufe) | Verkäufe    |
| ------------------------- | ---------------------------------------------------------------------- | ----------- |
| Belgien (BRMA)            | Platin                                                                 | 50.000      |
| Deutschland (BVMI)        | 2× Platin                                                              | 600.000     |
| Europa (IFPI)             | 2× Platin                                                              | (2.000.000) |
| Finnland (IFPI)           | Gold                                                                   | 25.769      |
| Frankreich (SNEP)         | Platin                                                                 | 300.000     |
| Griechenland (IFPI)       | Platin                                                                 | 20.000      |
| Kroatien (HDU)            | Gold                                                                   | 7.500       |
| Mexiko (AMPROFON)         | Platin                                                                 | 150.000     |
| Niederlande (NVPI)        | Gold                                                                   | 40.000      |
| Österreich (IFPI)         | Platin                                                                 | 50.000      |
| Polen (ZPAV)              | Gold                                                                   | 50.000      |
| Schweden (IFPI)           | Gold                                                                   | 40.000      |
| Schweiz (IFPI)            | 4× Platin                                                              | 200.000     |
| Spanien (Promusicae)      | 8× Platin                                                              | 800.000     |
| Ungarn (MAHASZ)           | Gold                                                                   | 25.000      |
| Vereinigte Staaten (RIAA) | Platin                                                                 | 60.000      |
| Insgesamt                 | 6× Gold · 22× Platin ·                                                 | 2.428.269   |

### 9
| Land/Region          | Auszeichnungen für Musikverkäufe (Land/Region, Auszeichnung, Verkäufe) | Verkäufe |
| -------------------- | ---------------------------------------------------------------------- | -------- |
| Belgien (BRMA)       | Gold                                                                   | 25.000   |
| Dänemark (IFPI)      | Gold                                                                   | 20.000   |
| Deutschland (BVMI)   | Platin                                                                 | 300.000  |
| Frankreich (SNEP)    | 2× Gold                                                                | 200.000  |
| Griechenland (IFPI)  | Gold                                                                   | 10.000   |
| Kroatien (HDU)       | Silber                                                                 | 3.000    |
| Mexiko (AMPROFON)    | Gold                                                                   | 75.000   |
| Niederlande (NVPI)   | Gold                                                                   | 40.000   |
| Norwegen (IFPI)      | Gold                                                                   | 20.000   |
| Österreich (IFPI)    | Gold                                                                   | 15.000   |
| Russland (NFPF)      | Gold                                                                   | 10.000   |
| Schweiz (IFPI)       | 3× Platin                                                              | 120.000  |
| Spanien (Promusicae) | Gold                                                                   | 50.000   |
| Ungarn (MAHASZ)      | Gold                                                                   | 25.000   |
| Insgesamt            | 1× Silber · 12× Gold · 4× Platin ·                                     | 913.000  |

### Calma apparente / Calma aparente
| Land/Region          | Auszeichnungen für Musikverkäufe (Land/Region, Auszeichnung, Verkäufe) | Verkäufe    |
| -------------------- | ---------------------------------------------------------------------- | ----------- |
| Belgien (BRMA)       | Gold                                                                   | 25.000      |
| Deutschland (BVMI)   | Platin                                                                 | 200.000     |
| Europa (IFPI)        | Platin                                                                 | (1.000.000) |
| Frankreich (SNEP)    | Gold                                                                   | 100.000     |
| Griechenland (IFPI)  | Gold                                                                   | 10.000      |
| Italien (FIMI)       | 3× Diamant                                                             | 1.200.000   |
| Niederlande (NVPI)   | Gold                                                                   | 35.000      |
| Österreich (IFPI)    | Platin                                                                 | 30.000      |
| Russland (NFPF)      | Gold                                                                   | 10.000      |
| Schweiz (IFPI)       | 2× Platin                                                              | 80.000      |
| Spanien (Promusicae) | Gold                                                                   | 50.000      |
| Ungarn (MAHASZ)      | Gold                                                                   | 5.000       |
| Insgesamt            | 7× Gold · 5× Platin · 3× Diamant ·                                     | 1.735.000   |

### e²
| Land/Region          | Auszeichnungen für Musikverkäufe (Land/Region, Auszeichnung, Verkäufe) | Verkäufe    |
| -------------------- | ---------------------------------------------------------------------- | ----------- |
| Belgien (BRMA)       | Platin                                                                 | 30.000      |
| Dänemark (IFPI)      | Gold                                                                   | 15.000      |
| Deutschland (BVMI)   | Gold                                                                   | 100.000     |
| Europa (IFPI)        | Platin                                                                 | (1.000.000) |
| Frankreich (SNEP)    | Gold                                                                   | 75.000      |
| Griechenland (IFPI)  | Gold                                                                   | 7.500       |
| Italien (FIMI)       | Platin                                                                 | 660.000     |
| Österreich (IFPI)    | Platin                                                                 | 20.000      |
| Polen (ZPAV)         | Gold                                                                   | 10.000      |
| Portugal (AFP)       | Gold                                                                   | 10.000      |
| Russland (NFPF)      | Gold                                                                   | 10.000      |
| Schweden (IFPI)      | 2× Platin                                                              | 80.000      |
| Schweiz (IFPI)       | 2× Platin                                                              | 40.000      |
| Spanien (Promusicae) | Platin                                                                 | 80.000      |
| Ungarn (MAHASZ)      | 2× Platin                                                              | 12.000      |
| Insgesamt            | 7× Gold · 11× Platin ·                                                 | 1.149.500   |

### Ali e radici / Alas y raíces
| Land/Region          | Auszeichnungen für Musikverkäufe (Land/Region, Auszeichnung, Verkäufe) | Verkäufe |
| -------------------- | ---------------------------------------------------------------------- | -------- |
| Belgien (BRMA)       | Gold                                                                   | 15.000   |
| Deutschland (BVMI)   | Gold                                                                   | 100.000  |
| Italien (FIMI)       | 5× Platin                                                              | 300.000  |
| Österreich (IFPI)    | Gold                                                                   | 10.000   |
| Schweden (IFPI)      | Gold                                                                   | 20.000   |
| Schweiz (IFPI)       | Platin                                                                 | 20.000   |
| Spanien (Promusicae) | Gold                                                                   | 30.000   |
| Ungarn (MAHASZ)      | Platin                                                                 | 6.000    |
| Insgesamt            | 5× Gold · 7× Platin ·                                                  | 501.000  |

### 21.00 Eros Live World Tour 2009/2010
| Land/Region    | Auszeichnungen für Musikverkäufe (Land/Region, Auszeichnung, Verkäufe) | Verkäufe |
| -------------- | ---------------------------------------------------------------------- | -------- |
| Italien (FIMI) | Platin                                                                 | 60.000   |
| Insgesamt      | 1× Platin ·                                                            | 60.000   |

### Eros Best Love Songs
| Land/Region       | Auszeichnungen für Musikverkäufe (Land/Region, Auszeichnung, Verkäufe) | Verkäufe |
| ----------------- | ---------------------------------------------------------------------- | -------- |
| Italien (FIMI)    | Platin                                                                 | 50.000   |
| Mexiko (AMPROFON) | Gold                                                                   | 30.000   |
| Polen (ZPAV)      | Gold                                                                   | 10.000   |
| Insgesamt         | 2× Gold · 1× Platin ·                                                  | 90.000   |

### Noi / Somos
| Land/Region          | Auszeichnungen für Musikverkäufe (Land/Region, Auszeichnung, Verkäufe) | Verkäufe |
| -------------------- | ---------------------------------------------------------------------- | -------- |
| Belgien (BRMA)       | Gold                                                                   | 15.000   |
| Deutschland (BVMI)   | Gold                                                                   | 100.000  |
| Italien (FIMI)       | 5× Platin                                                              | 300.000  |
| Österreich (IFPI)    | Gold                                                                   | 10.000   |
| Schweiz (IFPI)       | Gold                                                                   | 10.000   |
| Spanien (Promusicae) | Gold                                                                   | 20.000   |
| Ungarn (MAHASZ)      | Gold                                                                   | 3.000    |
| Insgesamt            | 6× Gold · 5× Platin ·                                                  | 458.000  |

### Eros 30
| Land/Region    | Auszeichnungen für Musikverkäufe (Land/Region, Auszeichnung, Verkäufe) | Verkäufe |
| -------------- | ---------------------------------------------------------------------- | -------- |
| Italien (FIMI) | Platin                                                                 | 50.000   |
| Insgesamt      | 1× Platin ·                                                            | 50.000   |

### Perfetto / Perfecto
| Land/Region       | Auszeichnungen für Musikverkäufe (Land/Region, Auszeichnung, Verkäufe) | Verkäufe |
| ----------------- | ---------------------------------------------------------------------- | -------- |
| Belgien (BRMA)    | Gold                                                                   | 15.000   |
| Italien (FIMI)    | Platin                                                                 | 50.000   |
| Österreich (IFPI) | Gold                                                                   | 7.500    |
| Schweiz (IFPI)    | Gold                                                                   | 10.000   |
| Insgesamt         | 3× Gold · 1× Platin ·                                                  | 82.500   |

### Vita ce n’è
| Land/Region    | Auszeichnungen für Musikverkäufe (Land/Region, Auszeichnung, Verkäufe) | Verkäufe |
| -------------- | ---------------------------------------------------------------------- | -------- |
| Italien (FIMI) | Platin                                                                 | 50.000   |
| Insgesamt      | 1× Platin ·                                                            | 50.000   |

### Battito infinito / Latido infinito
| Land/Region    | Auszeichnungen für Musikverkäufe (Land/Region, Auszeichnung, Verkäufe) | Verkäufe |
| -------------- | ---------------------------------------------------------------------- | -------- |
| Italien (FIMI) | Gold                                                                   | 25.000   |
| Insgesamt      | 1× Gold ·                                                              | 25.000   |

## Auszeichnungen nach Singles

### Terra promessa
| Land/Region    | Auszeichnungen für Musikverkäufe (Land/Region, Auszeichnung, Verkäufe) | Verkäufe |
| -------------- | ---------------------------------------------------------------------- | -------- |
| Italien (FIMI) | Gold                                                                   | 50.000   |
| Insgesamt      | 1× Gold ·                                                              | 50.000   |

### Una storia importante
| Land/Region       | Auszeichnungen für Musikverkäufe (Land/Region, Auszeichnung, Verkäufe) | Verkäufe |
| ----------------- | ---------------------------------------------------------------------- | -------- |
| Frankreich (SNEP) | Gold                                                                   | 250.000  |
| Italien (FIMI)    | Gold                                                                   | 50.000   |
| Schweiz (IFPI)    | Gold                                                                   | 25.000   |
| Insgesamt         | 3× Gold ·                                                              | 325.000  |

### Adesso tu
| Land/Region    | Auszeichnungen für Musikverkäufe (Land/Region, Auszeichnung, Verkäufe) | Verkäufe |
| -------------- | ---------------------------------------------------------------------- | -------- |
| Italien (FIMI) | Gold (1986) · + Gold (2023)                                            | 350.000  |
| Insgesamt      | 2× Gold ·                                                              | 350.000  |

### Cose della vita
| Land/Region    | Auszeichnungen für Musikverkäufe (Land/Region, Auszeichnung, Verkäufe) | Verkäufe |
| -------------- | ---------------------------------------------------------------------- | -------- |
| Schweiz (IFPI) | Gold                                                                   | 25.000   |
| Insgesamt      | 1× Gold ·                                                              | 25.000   |

### Più bella cosa/ La cosa más bella
| Land/Region          | Auszeichnungen für Musikverkäufe (Land/Region, Auszeichnung, Verkäufe) | Verkäufe |
| -------------------- | ---------------------------------------------------------------------- | -------- |
| Frankreich (SNEP)    | Silber                                                                 | 125.000  |
| Italien (FIMI)       | 2× Platin                                                              | 200.000  |
| Mexiko (AMPROFON)    | Platin                                                                 | 60.000   |
| Spanien (Promusicae) | Platin                                                                 | 60.000   |
| Insgesamt            | 1× Silber · 4× Platin ·                                                | 465.000  |

### Cose della vita (Can’t Stop Thinking of You)
| Land/Region       | Auszeichnungen für Musikverkäufe (Land/Region, Auszeichnung, Verkäufe) | Verkäufe |
| ----------------- | ---------------------------------------------------------------------- | -------- |
| Frankreich (SNEP) | Silber                                                                 | 125.000  |
| Norwegen (IFPI)   | Gold                                                                   | 10.000   |
| Insgesamt         | 1× Silber · 1× Gold ·                                                  | 135.000  |

### Un’emozione per sempre
| Land/Region    | Auszeichnungen für Musikverkäufe (Land/Region, Auszeichnung, Verkäufe) | Verkäufe |
| -------------- | ---------------------------------------------------------------------- | -------- |
| Italien (FIMI) | Gold                                                                   | 35.000   |
| Insgesamt      | 1× Gold ·                                                              | 35.000   |

### I Belong to You (Il ritmo della passione)
| Land/Region        | Auszeichnungen für Musikverkäufe (Land/Region, Auszeichnung, Verkäufe) | Verkäufe |
| ------------------ | ---------------------------------------------------------------------- | -------- |
| Belgien (BRMA)     | Gold                                                                   | 25.000   |
| Deutschland (BVMI) | Gold                                                                   | 150.000  |
| Italien (FIMI)     | Gold                                                                   | 50.000   |
| Österreich (IFPI)  | Gold                                                                   | 15.000   |
| Schweiz (IFPI)     | Gold                                                                   | 15.000   |
| Insgesamt          | 5× Gold ·                                                              | 255.000  |

### Domo mia
| Land/Region    | Auszeichnungen für Musikverkäufe (Land/Region, Auszeichnung, Verkäufe) | Verkäufe |
| -------------- | ---------------------------------------------------------------------- | -------- |
| Italien (FIMI) | —                                                                      | 68.000   |
| Insgesamt      | —                                                                      | 68.000   |

### Non siamo soli / No estamos solos
| Land/Region          | Auszeichnungen für Musikverkäufe (Land/Region, Auszeichnung, Verkäufe) | Verkäufe |
| -------------------- | ---------------------------------------------------------------------- | -------- |
| Italien (FIMI)       | —                                                                      | 55.000   |
| Spanien (Promusicae) | 4× Platin · + 6× Platin (Ringtone)                                     | 200.000  |
| Insgesamt            | 10× Platin ·                                                           | 255.000  |

### Inevitabile
| Land/Region    | Auszeichnungen für Musikverkäufe (Land/Region, Auszeichnung, Verkäufe) | Verkäufe |
| -------------- | ---------------------------------------------------------------------- | -------- |
| Italien (FIMI) | Platin                                                                 | 30.000   |
| Insgesamt      | 1× Platin ·                                                            | 30.000   |

### Un angelo disteso al sole
| Land/Region    | Auszeichnungen für Musikverkäufe (Land/Region, Auszeichnung, Verkäufe) | Verkäufe |
| -------------- | ---------------------------------------------------------------------- | -------- |
| Italien (FIMI) | Platin                                                                 | 30.000   |
| Insgesamt      | 1× Platin ·                                                            | 30.000   |

### Fino all’estasi
| Land/Region    | Auszeichnungen für Musikverkäufe (Land/Region, Auszeichnung, Verkäufe) | Verkäufe |
| -------------- | ---------------------------------------------------------------------- | -------- |
| Italien (FIMI) | Gold                                                                   | 15.000   |
| Insgesamt      | 1× Gold ·                                                              | 15.000   |

### Sei un pensiero speciale
| Land/Region    | Auszeichnungen für Musikverkäufe (Land/Region, Auszeichnung, Verkäufe) | Verkäufe |
| -------------- | ---------------------------------------------------------------------- | -------- |
| Italien (FIMI) | Gold                                                                   | 25.000   |
| Insgesamt      | 1× Gold ·                                                              | 25.000   |

### Per le strade una canzone
| Land/Region    | Auszeichnungen für Musikverkäufe (Land/Region, Auszeichnung, Verkäufe) | Verkäufe |
| -------------- | ---------------------------------------------------------------------- | -------- |
| Italien (FIMI) | Gold                                                                   | 35.000   |
| Insgesamt      | 1× Gold ·                                                              | 35.000   |

### La mia felicità
| Land/Region    | Auszeichnungen für Musikverkäufe (Land/Region, Auszeichnung, Verkäufe) | Verkäufe |
| -------------- | ---------------------------------------------------------------------- | -------- |
| Italien (FIMI) | Gold                                                                   | 35.000   |
| Insgesamt      | 1× Gold ·                                                              | 35.000   |

## Auszeichnungen nach Videoalben

### Stilelibero
| Land/Region    | Auszeichnungen für Musikverkäufe (Land/Region, Auszeichnung, Verkäufe) | Verkäufe |
| -------------- | ---------------------------------------------------------------------- | -------- |
| Portugal (AFP) | Silber                                                                 | 2.000    |
| Insgesamt      | 1× Silber ·                                                            | 2.000    |

### Roma live
| Land/Region         | Auszeichnungen für Musikverkäufe (Land/Region, Auszeichnung, Verkäufe) | Verkäufe |
| ------------------- | ---------------------------------------------------------------------- | -------- |
| Argentinien (CAPIF) | Platin                                                                 | 8.000    |
| Frankreich (SNEP)   | Platin                                                                 | 20.000   |
| Portugal (AFP)      | Silber                                                                 | 2.000    |
| Insgesamt           | 1× Silber · 2× Platin ·                                                | 30.000   |

## Statistik und Quellen
| Land/RegionAuszeichnungen für Musikverkäufe (Land/Region, Auszeichnungen, Verkäufe, Quellen) | Silber     | Gold       | Platin         | Diamant     | Verkäufe     | Quellen                                                        |
| -------------------------------------------------------------------------------------------- | ---------- | ---------- | -------------- | ----------- | ------------ | -------------------------------------------------------------- |
| Argentinien (CAPIF)                                                                          | —          | —          | 7× Platin7     | —           | 368.000      | capif.org.ar (Memento vom 31. Mai 2011 im Internet Archive)    |
| Belgien (BRMA)                                                                               | —          | 7× Gold7   | 5× Platin5     | —           | 405.000      | ultratop.be                                                    |
| Brasilien (PMB)                                                                              | —          | 4× Gold4   | —              | —           | 350.000      | pro-musicabr.org.br                                            |
| Dänemark (IFPI)                                                                              | —          | 2× Gold2   | 6× Platin6     | —           | 160.000      | ifpi.dk                                                        |
| Deutschland (BVMI)                                                                           | —          | 8× Gold8   | 11× Platin11   | —           | 5.950.000    | musikindustrie.de                                              |
| Europa (IFPI)                                                                                | —          | —          | 16× Platin16   | —           | (16.000.000) | ifpi.org (Memento vom 1. Januar 2014 im Internet Archive)      |
| Finnland (IFPI)                                                                              | —          | Gold1      | 2× Platin2     | —           | 121.175      | ifpi.fi                                                        |
| Frankreich (SNEP)                                                                            | 2× Silber2 | 9× Gold9   | 5× Platin5     | —           | 2.520.000    | infodisc.fr snepmusique.com                                    |
| Griechenland (IFPI)                                                                          | —          | 3× Gold3   | 2× Platin2     | —           | 67.500       | Einzelnachweise                                                |
| Italien (FIMI)                                                                               | —          | 13× Gold13 | 23× Platin23   | 3× Diamant3 | 5.043.000    | fimi.it                                                        |
| Kanada (MC)                                                                                  | —          | Gold1      | —              | —           | 50.000       | musiccanada.com                                                |
| Kroatien (HDU)                                                                               | Silber1    | Gold1      | —              | —           | 10.500       | hgu.hr                                                         |
| Mexiko (AMPROFON)                                                                            | —          | 3× Gold3   | Platin1        | —           | 260.000      | amprofon.com.mx                                                |
| Niederlande (NVPI)                                                                           | —          | 3× Gold3   | 6× Platin6     | —           | 715.000      | nvpi.nl                                                        |
| Norwegen (IFPI)                                                                              | —          | 2× Gold2   | 2× Platin2     | —           | 105.000      | ifpi.no (Memento vom 5. November 2012 im Internet Archive)     |
| Österreich (IFPI)                                                                            | —          | 8× Gold8   | 11× Platin11   | —           | 650.000      | ifpi.at                                                        |
| Polen (ZPAV)                                                                                 | —          | 3× Gold3   | —              | —           | 80.000       | olis.pl                                                        |
| Portugal (AFP)                                                                               | 2× Silber2 | Gold1      | —              | —           | 14.000       | Einzelnachweise                                                |
| Russland (NFPF)                                                                              | —          | 3× Gold3   | —              | —           | 30.000       | 2m-online.ru (Memento vom 22. Januar 2009 im Internet Archive) |
| Schweden (IFPI)                                                                              | —          | 2× Gold2   | 6× Platin6     | —           | 330.000      | sverigetopplistan.se                                           |
| Schweiz (IFPI)                                                                               | —          | 7× Gold7   | 32× Platin32   | —           | 1.670.000    | hitparade.ch                                                   |
| Spanien (Promusicae)                                                                         | —          | 6× Gold6   | 34× Platin34   | —           | 2.790.000    | elportaldemusica.es ES2 ES3 ES4 ES5                            |
| Ungarn (MAHASZ)                                                                              | —          | 4× Gold4   | 3× Platin3     | —           | 59.000       | slagerlistak.hu                                                |
| Vereinigte Staaten (RIAA)                                                                    | —          | —          | 7× Platin7     | —           | 420.000      | riaa.com                                                       |
| Insgesamt                                                                                    | 5× Silber5 | 91× Gold91 | 179× Platin179 | 3× Diamant3 |              |                                                                |